# Viktor Tsyboelenko
Viktor Sergejevitsj Tsyboelenko (Russisch: Виктор Сергеевич Цыбуленко; Oekraïens: Віктор Сергійобич Цибуленко, Viktor Serhiejovytsj Tsyboelenko) (Vepryk, 13 juli 1930 – Kiev, 19 oktober 2013) was een Sovjet-speerwerper. Hij werd olympisch kampioen en vijfmaal kampioen van de Sovjet-Unie in deze discipline. Bij internationale wedstrijden kwam hij uit voor de Sovjet-Unie. Hij nam driemaal deel aan de Olympische Spelen en won hierbij in totaal twee medailles.

## Biografie
Viktor Tsyboelenko wilde graag locomotiefmachinist worden, maar kreeg alleen een opleiding tot onderhoudsmonteur, nadat bij een medische keuring een hartkwaal werd vastgesteld. Het sportverbod sloeg hij in de wind. Hij deed aan kogelstoten en discuswerpen, totdat hij uiteindelijk de overstap maakte naar het speerwerpen. Zijn nieuwe trainer werd Sossima Siniski, die hem in 1952 begeleidde tot Sovjet-kampioen speerwerpen.
In 1952 maakte Tsyboelenko zijn olympische debuut bij de Olympische Spelen van Helsinki. Bij het speerwerpen werd hij vierde met 71,72 m. Vier jaar later op de Olympische Spelen van Melbourne veroverde hij met 84,64 het brons. De wedstrijd werd gewonnen door de Noor Egil Danielsen, die de speer ruim vijf meter verder wierp.
Zijn beste prestatie leverde Viktor Tsyboelenko in 1960. Toen schreef hij namelijk het onderdeel speerwerpen bij de Olympische Spelen van Rome op zijn naam. Met een persoonlijk record van 84,64 versloeg hij de Oost-Duitser Walter Krüger (zilver; 79,36) en de Hongaar Gergely Kulcsár (brons; 78,57). In datzelfde jaar kreeg hij de Orde van de Rode Vlag van de Arbeid uitgereikt.
Aan het einde van zijn sportcarrière won hij bij de Europese kampioenschappen van 1962 in Belgrado een zilveren medaille. Zijn 77,92 werd alleen overtroffen door Jānis Lūsis, die ook voor de Sovjet-Unie uitkwam en de wedstrijd won met een beste poging van 82,04.

## Titels
- Olympisch kampioen speerwerpen - 1960
- Sovjet-Russisch kampioen speerwerpen - 1952 (5x totaal)

### Prestatieontwikkeling
| Jaar        | 1950  | 1952  | 1953  | 1954  | 1955  | 1956  | 1957  | 1958  | 1960  | 1962  |
| Afstand (m) | 73,37 | 71,72 | 74,93 | 73,98 | 75,85 | 79,89 | 83,34 | 77,78 | 84,64 | 78,92 |

## Persoonlijk record
| Onderdeel   | Prestatie | Datum | Plaats |
| ----------- | --------- | ----- | ------ |
| speerwerpen | 84,64 m   | 1960  | Rome   |

## Palmares

### speerwerpen
- 1952: 4e OS - 71,72 m
- 1953:  World Student Games - 73,47 m
- 1954: 4e EK - 72,39 m
- 1956:  OS - 79,50 m
- 1957:  World Student Games - 80,63 m
- 1960:  OS - 84,64 m
- 1962:  EK - 77,50 m